# Avenida Professor Noé Azevedo
A Avenida Professor Noé Azevedo é uma avenida no distrito da Vila Mariana na cidade de São Paulo.
Ela foi criada com a construção do linha 1 - Azul do Metrô de São Paulo. Recebeu o nome em homenagem a Noé Azevedo em 1972.